# San Diego
San Diego (Aussprache englisch [ˌsæn diːˈeɪgoʊ], spanisch [sanˈdjeɣo]) ist die zweitgrößte Stadt im US-Bundesstaat Kalifornien und die achtgrößte der Vereinigten Staaten. Die Stadt hatte laut der letzten Volkszählung im Jahr 2020 1.386.932 Einwohner und liegt im Südwesten von Kalifornien nahe der Grenze zu Mexiko. San Diego ist Sitz der Countyverwaltung des San Diego County und stellt eine principal city der Metropolitan Statistical Area (MSA) San Diego–Chula Vista–Carlsbad dar, die mit dem County deckungsgleich ist.
Wegen des angenehmen Klimas wird San Diego von seinen Bewohnern als „America’s Finest City“ bezeichnet. Die Wellen des Pazifiks eignen sich insbesondere zum Wellenreiten.
Die Stadt hat sich in den letzten Jahren zu einem der bedeutendsten Zentren der Telekommunikations- und Biotechindustrie entwickelt.

## Geographie

### Lage

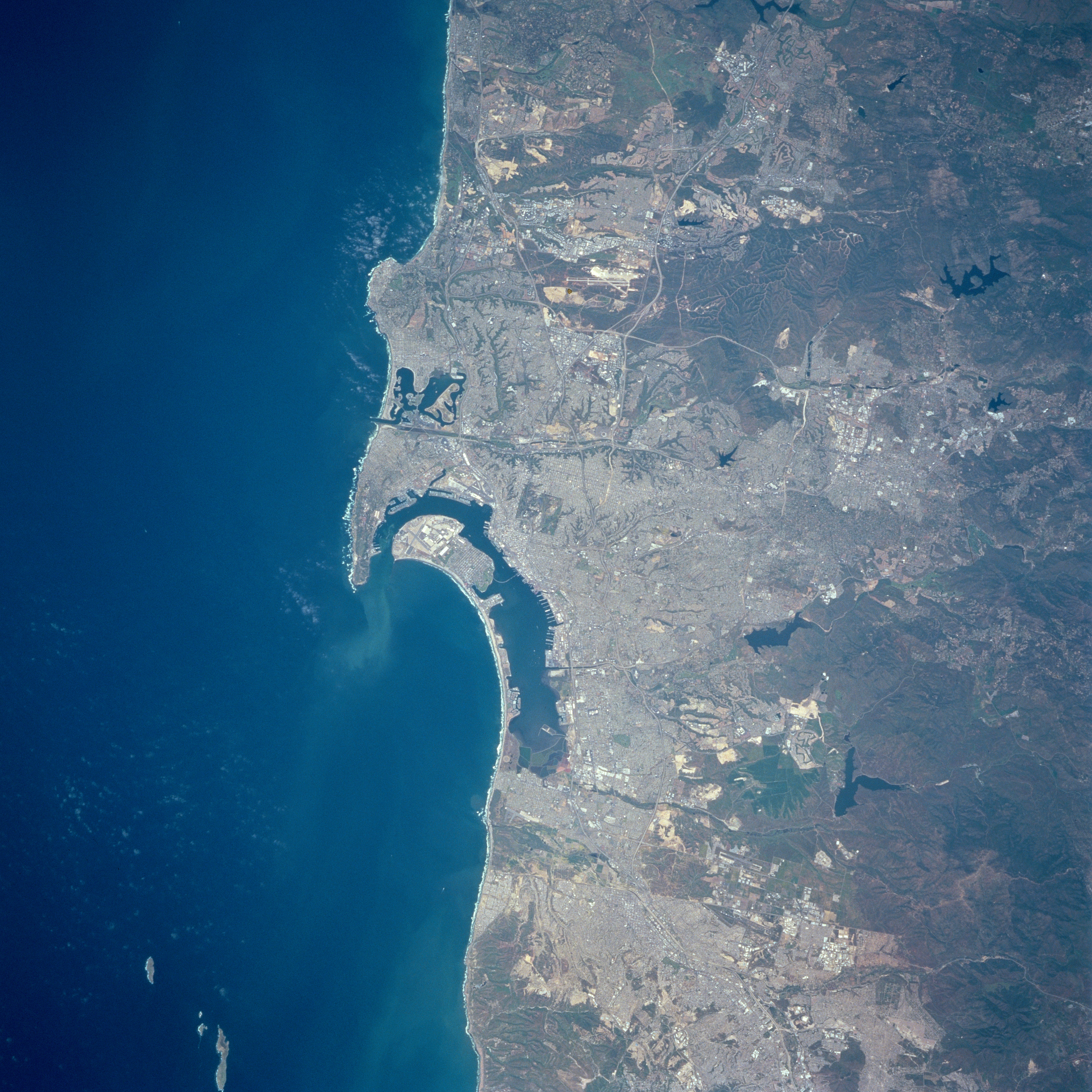
Satellitenaufnahme

San Diego liegt an einem künstlichen Hafenbecken an der Südspitze Kaliforniens, etwa zweieinhalb Autostunden südlich von Los Angeles und etwa eine halbe Stunde nördlich von Tijuana, Mexiko. Im Westen wird die Stadt vom Pazifischen Ozean begrenzt. Im Osten bilden Berge sowie der Anza-Borrego-Wüstenpark eine natürliche Grenze. San Diego wird durch die Stadt Chula Vista in zwei Teile geteilt. Den höchsten Punkt im Stadtgebiet bildet der Cowles Mountain (486 m) im Mission Trails Regional Park; weitere Erhebungen sind der Black Mountain mit 475 m und Mount Soledad mit 251 m. Das Stadtgebiet dehnt sich immer weiter ins Landesinnere aus. Im Süden reicht es bis zur mexikanischen Grenze. Durch die Stadt fließt der San Diego River.

### Klima

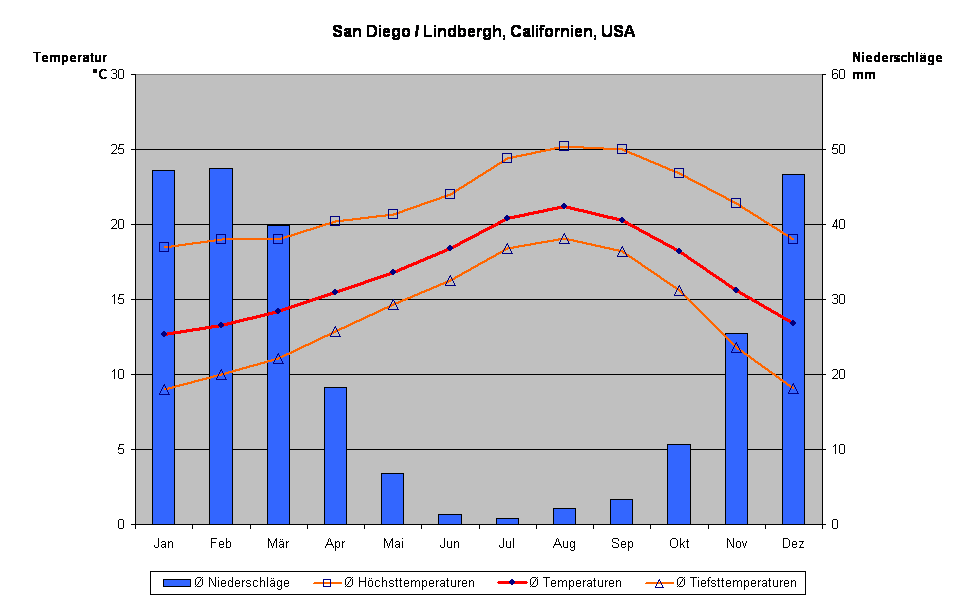
Klimadiagramm von San Diego

Die Jahresdurchschnittstemperatur liegt bei 17,3 °C, die durchschnittliche monatliche Niederschlagsmenge bei 24 mm. Die Winter sind generell mild mit einer Durchschnittstemperatur von 14 °C.
|                       | Jan  | Feb  | Mär  | Apr  | Mai  | Jun  | Jul  | Aug  | Sep  | Okt  | Nov  | Dez  |   |       |
| Mittl. Tagesmax. (°C) | 18,8 | 19,2 | 19,1 | 20,2 | 20,6 | 22,0 | 24,6 | 25,4 | 25,1 | 23,7 | 21,1 | 18,9 | ⌀ | 21,6  |
| Mittl. Tagesmin. (°C) | 9,4  | 10,4 | 11,6 | 13,1 | 15,1 | 16,6 | 18,7 | 19,6 | 18,7 | 16,1 | 12,2 | 9,3  | ⌀ | 14,3  |
|                       |      |      |      |      |      |      |      |      |      |      |      |      |   |       |
| Niederschlag (mm)     | 45,7 | 38,9 | 45,0 | 20,1 | 4,8  | 1,8  | 0,5  | 2,5  | 6,1  | 9,4  | 36,8 | 39,9 | Σ | 251,5 |
|                       |      |      |      |      |      |      |      |      |      |      |      |      |   |       |
| Sonnenstunden (h/d)   | 7,7  | 8,0  | 8,4  | 9,2  | 8,1  | 8,1  | 9,8  | 9,5  | 8,4  | 7,9  | 7,7  | 7,5  | ⌀ | 8,4   |
|                       |      |      |      |      |      |      |      |      |      |      |      |      |   |       |
| Regentage (d)         | 4,7  | 4,4  | 5,2  | 2,8  | 1,1  | 0,3  | 0,1  | 0,2  | 0,9  | 1,4  | 3,8  | 4,5  | Σ | 29,4  |
|                       |      |      |      |      |      |      |      |      |      |      |      |      |   |       |
| Wassertemperatur (°C) | 15   | 15   | 16   | 16   | 17   | 19   | 21   | 21   | 20   | 19   | 18   | 16   | ⌀ | 17,8  |
|                       |      |      |      |      |      |      |      |      |      |      |      |      |   |       |
| Luftfeuchtigkeit (%)  | 63   | 66   | 67   | 67   | 71   | 74   | 75   | 74   | 73   | 69   | 66   | 64   | ⌀ | 69,1  |

| 9,4 |

| 10,4 |

| 11,6 |

| 13,1 |

| 15,1 |

| 16,6 |

| 18,7 |

| 19,6 |

| 18,7 |

| 16,1 |

| 12,2 |

| 9,3 |

| 9,4 |

| 10,4 |

| 11,6 |

| 13,1 |

| 15,1 |

| 16,6 |

| 18,7 |

| 19,6 |

| 18,7 |

| 16,1 |

| 12,2 |

| 9,3 |

## Geschichte
Das Gebiet des heutigen San Diego wurde lange Zeit von den Kumeyaay-Indianern bewohnt. Am 28. September 1542 ging der in spanischen Diensten stehende Portugiese Juan Rodríguez Cabrillo als erster Europäer an Land. Er erklärte seine Entdeckung zum Besitz der Spanischen Krone und nannte sie San Miguel. Kalifornien gehörte administrativ zum Vizekönigreich Neuspanien.
Der nächste Spanier, der die Region besuchte, war Sebastián Vizcaíno. Im Auftrag Spaniens segelte er die Westküste entlang, um diese zu kartografieren. Im November 1602, am Festtag zu Ehren von San Diego de Alcalá, erreichte er San Miguel und gab dem Ort seinen heutigen Namen, San Diego.
Erst 1769 errichtete Gaspar de Portolá einen Militärposten und der Franziskaner Junípero Serra die erste Mission, die Mission San Diego de Alcalá. Wegen dauernder Probleme mit der Wasserversorgung und dem schlechten Ackerboden verlegte der Priester Luis Jayme 1774 die Mission um rund zehn Kilometer, bald darauf folgten die ersten Siedler. 1775 konnten sich die Spanier erfolgreich gegen eine indigene Revolte durchsetzen. In der Folge dieser Ereignisse wurden Luis Jayme und zwei weitere Personen getötet. 1776 kehrte Junípero Serra zurück und organisierte den Wiederaufbau der Mission. 1797 war San Diego de Alcalá die größte Mission in Kalifornien mit über 1400 frisch Bekehrten (Neophyten).
1821 wurde Mexiko unabhängig von Spanien. Das Vizekönigreich Neuspanien, Alta California und somit auch San Diego gingen in den Nationalstaat Mexiko über. 1834 wurde San Diego zur Stadt erklärt und die ersten Wahlen fanden statt. Juan Maria Osuna gewann die Bürgermeisterwahl gegen Pio Pico und wurde erster Bürgermeister. 1838 verlor San Diego nach einem drastischen Bevölkerungsrückgang seinen Stadtstatus wieder.
Infolge des Mexikanisch-Amerikanischen Krieges fiel San Diego 1850 an die Vereinigten Staaten und wurde zur Stadt und zum Sitz des San Diego County erklärt. Der erste US-amerikanische Bürgermeister wurde Joshua Bean.
1869 lösten lokale Goldfunde einen Boom aus. In dessen Folge wurde San Diego 1885 an das nationale Eisenbahnnetz angeschlossen. Ende der 1880er Jahre ebbte der Goldrausch ab; die Bevölkerung San Diegos fiel von 40.000 auf 16.000 Einwohner.
1915/16 beherbergte San Diego die Panama-California Exposition.
Im Jahr 1917 brachte der Eintritt der USA in den Ersten Weltkrieg zahlreiche Militäreinrichtungen nach San Diego.
1927 überführte Charles Lindbergh die in San Diego gebaute Spirit of St. Louis vom später nach ihm benannten Flugfeld in Rekordzeit an die Ostküste zum Roosevelt Field in New York, dem Ausgangspunkt seines legendären Transatlantikflugs. In San Diego begann sich zur gleichen Zeit die Flugzeugindustrie zu etablieren.
Nach dem Angriff auf Pearl Harbor verlegte die United States Navy 1941 das Hauptquartier ihrer Pazifikflotte zurück nach San Diego. Seit dem Zweiten Weltkrieg prägte das Militär das Stadtbild San Diegos und löste einen Wirtschaftsboom aus. Bis heute ist es der wichtigste Arbeitgeber in der Region.
Am 25. September 1978 stieß eine Boeing 727 der Pacific Southwest Airlines mit einem Sportflugzeug vom Typ Cessna 172 zusammen. Beim Absturz des Pacific-Southwest-Airlines-Fluges 182 sterben insgesamt 144 Menschen.
Am 29. Januar 1979 erschoss die 16-jährige Brenda Ann Spencer vor der Grover Cleveland Elementary School zwei Menschen und verletzte neun weitere.
1981 nahm mit der San Diego Trolley das erste moderne Stadtbahnsystem der Vereinigten Staaten seinen Betrieb auf.
Am 18. Juli 1984 fand im Stadtteil San Ysidro einer der schlimmsten Amokläufe der US-Geschichte statt: Der 41-jährige James Oliver Huberty betrat eine McDonald’s-Filiale, erschoss 21 Menschen und verletzte 19 weitere, ehe er von der Polizei erschossen wurde.
Nach dem Ende des Kalten Krieges nahm die Präsenz des Militärs erheblich ab, seitdem lebte in San Diego die Biotech- und die Telekommunikationsindustrie auf. Der Asteroid des inneren Hauptgürtels (3043) San Diego ist nach der Stadt benannt.

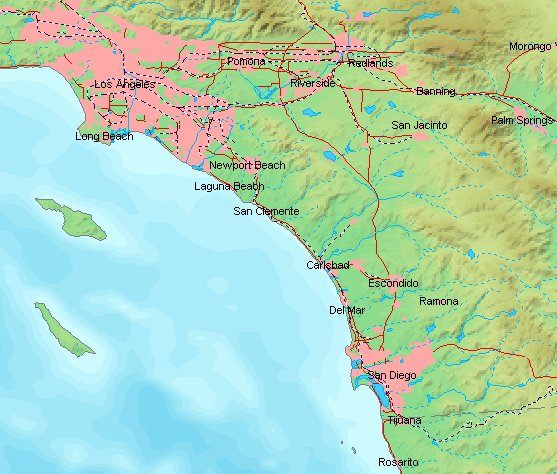
Karte von Südkalifornien mit San Diego und Los Angeles

## Bevölkerung

### Einwohnerentwicklung
San Diego wächst rasant. Die Bevölkerung der Stadt hat sich von 1950 bis 2010 fast vervierfacht, von 1980 bis 2010 stieg die Einwohnerzahl um fast 50 Prozent:
| Jahr | Einwohner¹ |
| ---- | ---------- |
| 1950 | 334.387    |
| 1960 | 573.224    |
| 1970 | 696.769    |
| 1980 | 875.553    |
| 1990 | 1.110.549  |
| 2000 | 1.222.920  |
| 2010 | 1.301.621  |
| 2020 | 1.386.932  |
| 2021 | 1.381.611  |

¹ 1950–2020: Volkszählungsergebnisse des US Census Bureau

### Demografie
Die Bevölkerung bestand laut dem Zensus von 2010 zu 45,1 Prozent aus Weißen und zu 6,7 Prozent aus Afroamerikanern; 15,9 Prozent waren asiatischer Herkunft. 28,8 Prozent der Bevölkerung waren Hispanics. Der Median des Einkommens je Haushalt lag 2015 bei 66.116 US-Dollar. 15,4 Prozent der Bevölkerung lebten unterhalb der Armutsgrenze.

### Religion
In der Stadt hat das römisch-katholische Bistum San Diego seinen Sitz. Als Bischofskirche fungiert die St. Joseph Cathedral.

## Wirtschaft und Infrastruktur

### Wirtschaft
Neben den Streitkräften sind die Telekommunikations- und die Biotechnologieindustrie die wichtigsten Industriezweige; San Diego gehört zu den drei bedeutendsten Biotechnologiezentren der USA. Auch die Erneuerbaren Energien schaffen hier immer mehr Arbeitsplätze.
Der Aufstieg San Diegos zu einem der wichtigsten Zentren der Telekommunikation ist eng mit Qualcomm verbunden. Die 1985 von Irwin Jacobs gegründete Firma hat ihren Hauptsitz in San Diego und hat maßgeblich dazu beigetragen, dass San Diego zur weltweiten „CDMA-Hauptstadt“ wurde.
Die Ryan-Flugzeugwerke, die Charles Lindberghs Flugzeug Spirit of St. Louis gebaut haben, gehören heute als Ryan Aeronautical Center zum Konzern Northrop Grumman (NGC). Sie haben die typischen Hallen am Flughafen der Stadt verlassen und sind nach Rancho Bernardo, einem nördlichen Stadtteil, gezogen. Das Werk hat noch vor der Übernahme durch NGC das unbemannte Flugzeug Global Hawk entwickelt und gebaut.
Das Chemieunternehmen WD-40 Company und das Pharmazieunternehmen Amylin Pharmaceuticals haben ihren Sitz in San Diego. Ebenso ist die Quidel Corporation, ein Hersteller von Diagnostika, die im Mai 2020 durch die Food and Drug Administration (FDA) die erste Notfallgenehmigung für einen COVID-19-Antigentest erteilt bekam, dort ansässig.
Ferner sind in San Diego mehrere Schiffswerften beheimatet.
Die Zahl der Beschäftigten lag in der Region San Diego 2003 bei 1.481.400, die Arbeitslosenquote bei 4,3 % (Kalifornien 6,7 %). Die meisten Arbeitnehmer verzeichnet 2004 der Dienstleistungssektor mit 509.500, gefolgt vom Staat mit 206.600, dem Einzelhandel mit 137.000 und der verarbeitenden Industrie mit 103.900 Angestellten.
Die Metropolregion von San Diego erbrachte 2016 eine Wirtschaftsleistung von 215,3 Milliarden US-Dollar und belegte damit Platz 17 unter den Großräumen der USA.

### Bildung
San Diego verfügt über mehrere Hochschulen, wobei die University of California, San Diego (UCSD) als die bekannteste gilt. Daneben existieren die San Diego State University (SDSU) sowie die katholische University of San Diego (USD).

### Polizei

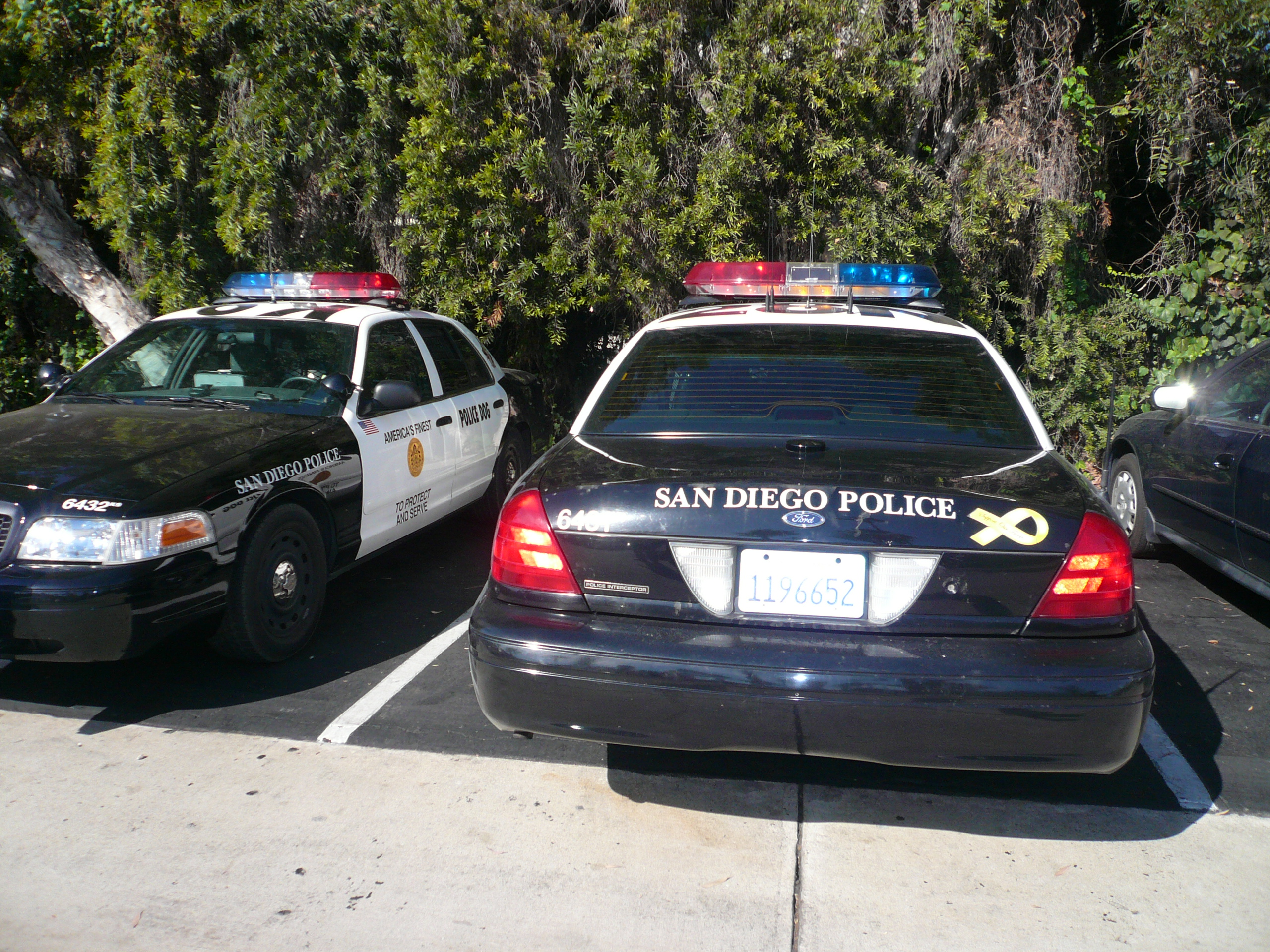
Streifenwagen des San Diego Police Department

Das San Diego Police Department (SDPD) ist die Polizeibehörde von San Diego, diese verfügt über 2781 Mitarbeiter und 840 freiwillige Helfer.
Das jährliche Budget beträgt 277 Mio. $
Das SDPD verwaltet einen Bereich, in dem etwa 1,4 Millionen Menschen leben.

### Militär

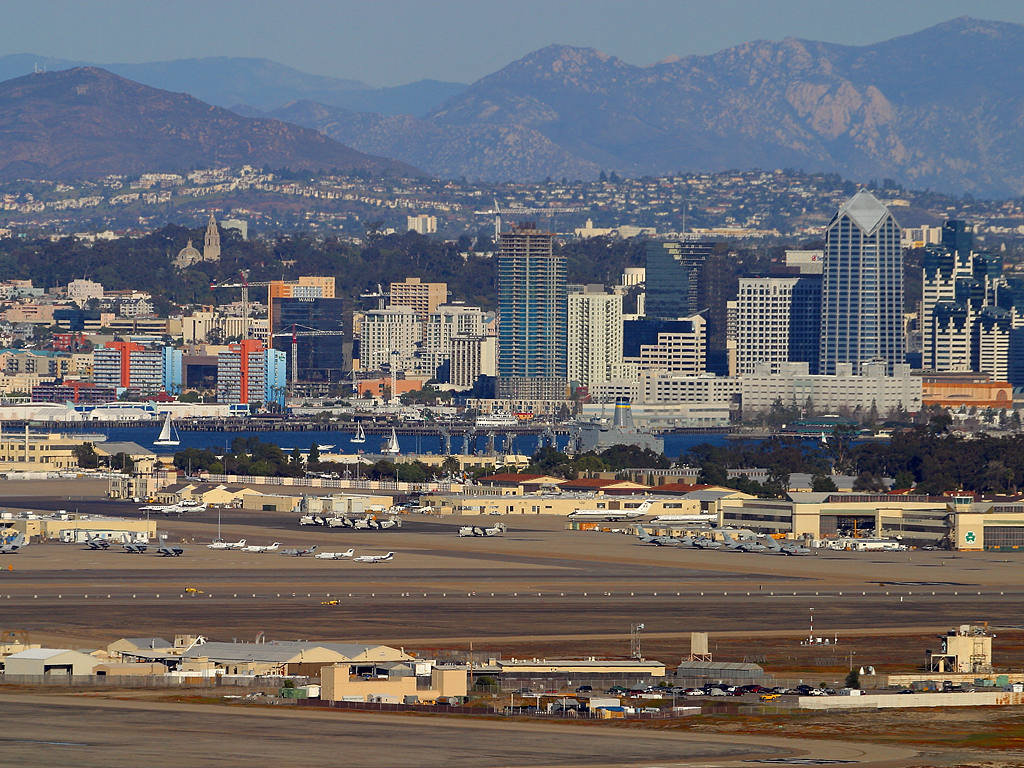
Downtown San Diego mit dem Marine-Flugplatz im Vordergrund

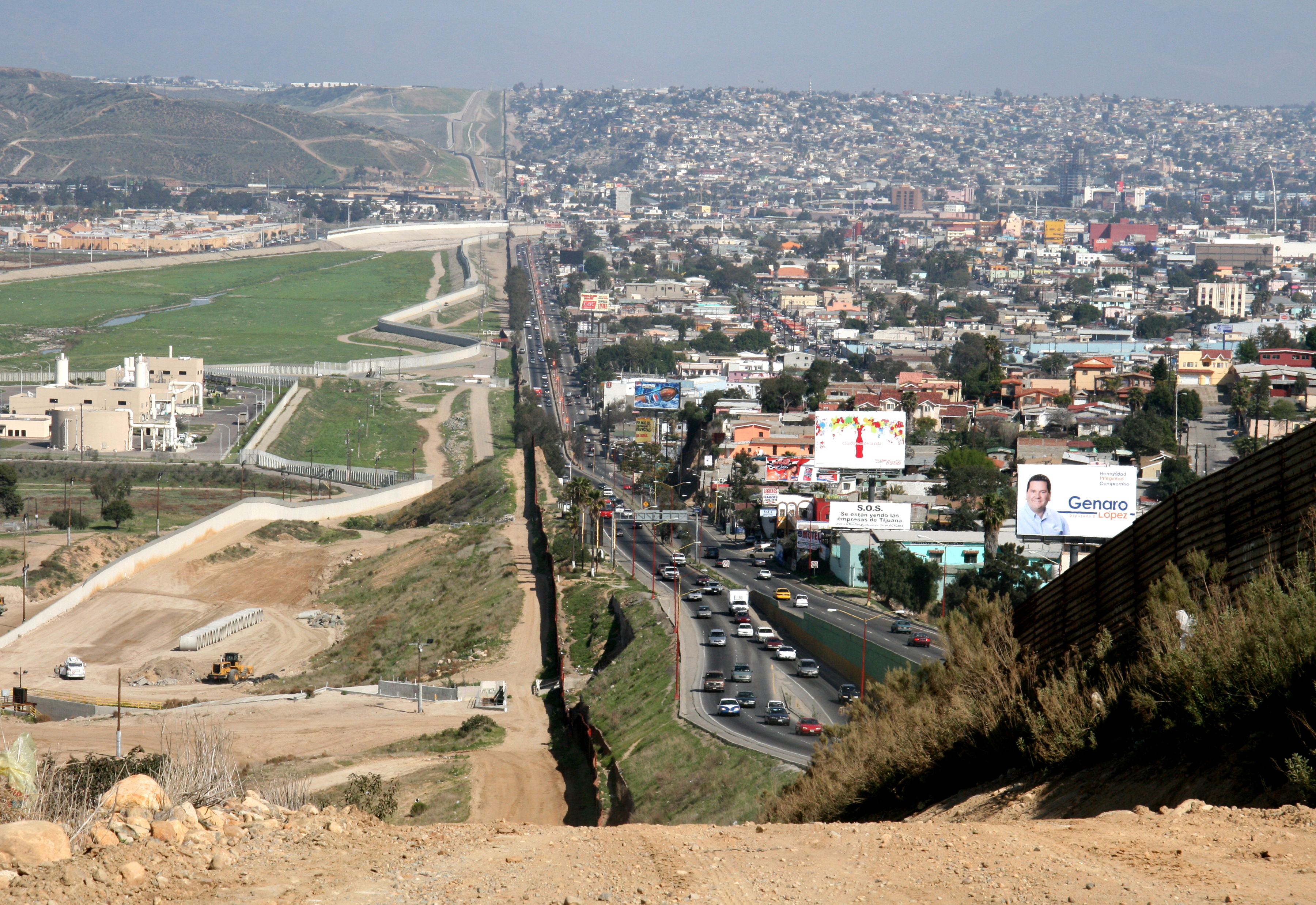
Grenzsicherung zwischen San Diego (links) und Tijuana (rechts)

Die Naval Base Coronado in der Bucht vor San Diego ist neben Norfolk, Virginia, die größte Marinebasis der USA. Sie ist Heimathafen des Flugzeugträgers Ronald Reagan, mehrerer amphibischer Angriffsschiffe und anderer Kriegsschiffe der Pazifik-Flotte der US Navy.
Zur Marinebasis gehört auch die Naval Air Station North Island, die Heimat einer großen Anzahl von Flugzeugen der Navy und sie ist Sitz des United States Naval Special Warfare Command, dem Führungszentrum der Spezialeinheit Navy Seals. Von 1925 bis 1997 befand sich im Norden der Bucht das Naval Training Center San Diego.
Auf der Naval Submarine Base sind mehrere Atom-U-Boote stationiert.
Das Marine Corps unterhält unter anderem den Stützpunkt Miramar, der bis Mitte der 1990er Jahre als Naval Air Station Miramar das berühmte Ausbildungsprogramm Top Gun beheimatete.
Am 11. Mai 1962 wurde im Rahmen einer Testserie eine Atomwaffe mit dem Codenamen Swordfish in nur 740 km Entfernung von San Diego unter der Wasseroberfläche gezündet.
Der Marinekomplex der Naval Base San Diego befindet sich ebenfalls in San Diego.

### Verkehr

#### Straßenverkehr

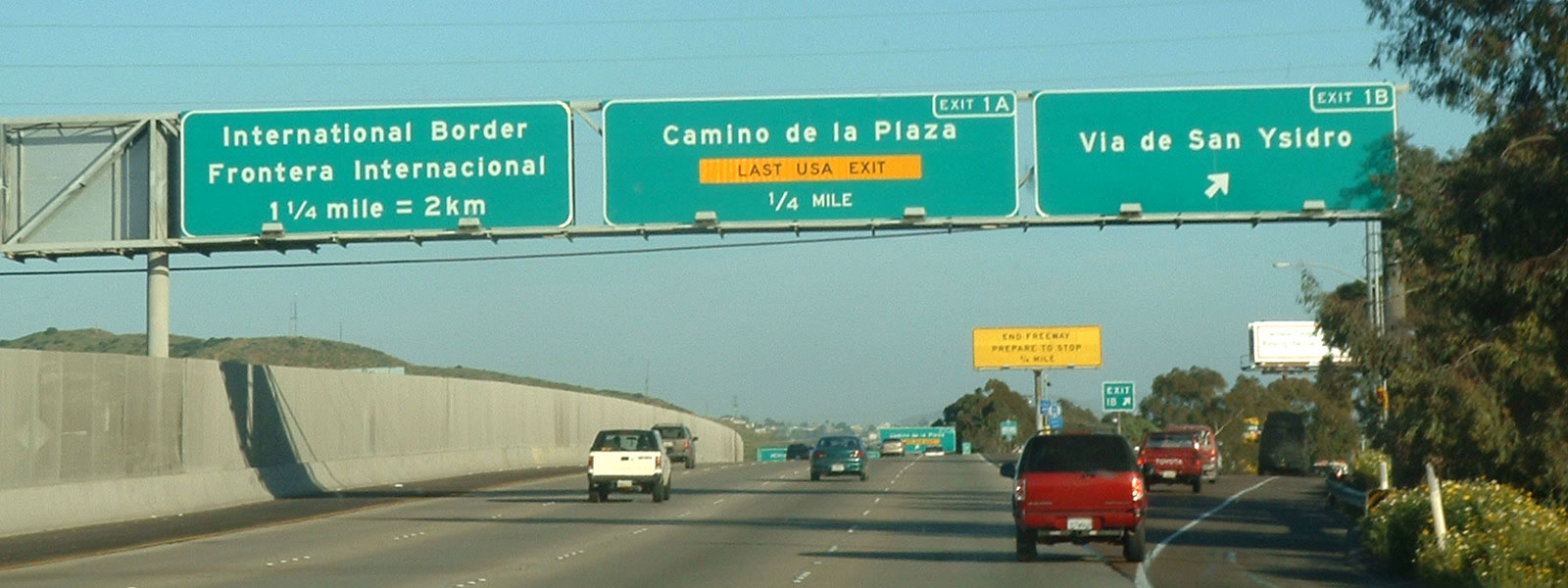
Die Interstate 5

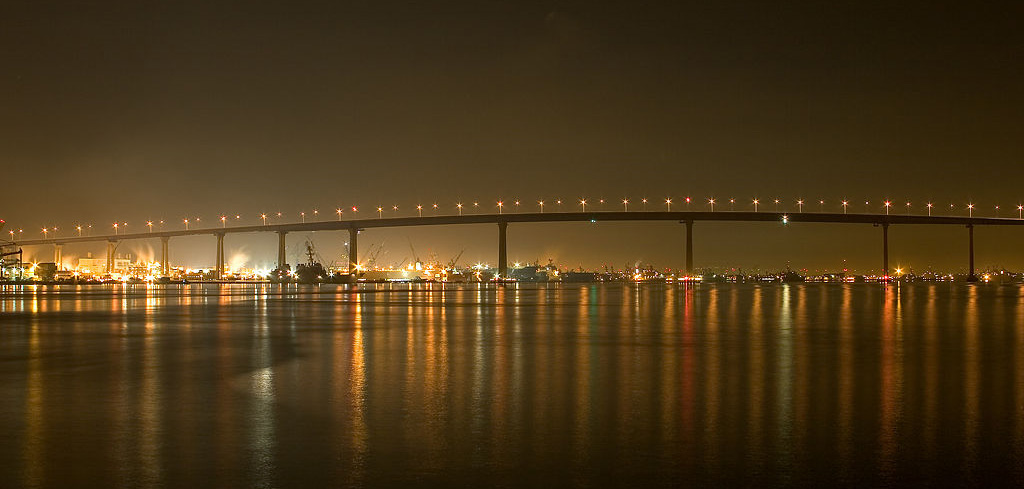
Die Coronado-Brücke

Für mehr als 80 % der Einwohner San Diegos ist das Auto das wichtigste Verkehrsmittel. Dadurch gibt es ein sehr umfangreiches Schnellstraßen- und Autobahn-Netz.
Die wichtigste Autobahn ist die Interstate 5. Sie beginnt an der mexikanischen Grenze, verläuft dann durch San Diego, Los Angeles, Sacramento, Seattle und endet schließlich an der kanadischen Grenze.
Weitere bedeutende Autobahnen und Schnellstraßen:
| - Interstate 5 - Interstate 8 - Interstate 15 - Interstate 805 | - State Route 52 - State Route 54 - State Route 56 - State Route 67 | - State Route 76 - State Route 78 - State Route 79 - State Route 94 | - State Route 125 - State Route 163 - State Route 188 - State Route 905 |

Die 1969 eröffnete San Diego Coronado Bay Bridge überspannt die San Diego Bay und verbindet die Innenstadt mit dem Küstenort Coronado.

#### Öffentlicher Verkehr
Nur etwa 3 % der Einwohner nutzen den öffentlichen Verkehr. Er besteht aus der Straßenbahn San Diego Trolley, den Coaster-Vorortzügen nach Oceanside, Amtrak-Fernzügen und Busverkehren. Die beiden wichtigsten Bahnhöfe sind das Santa Fe Depot und das Old Town Transit Center.

#### Luftverkehr
In San Diego gibt es mehrere Flughäfen. Der größte und somit wichtigste ist der San Diego International Airport. Er ist rund 4,5 km vom Stadtzentrum entfernt. Jährlich werden hier über 18 Millionen Passagiere abgefertigt, somit ist er der 30. größte Flughafen der Vereinigten Staaten.

## Politik

### Regierung

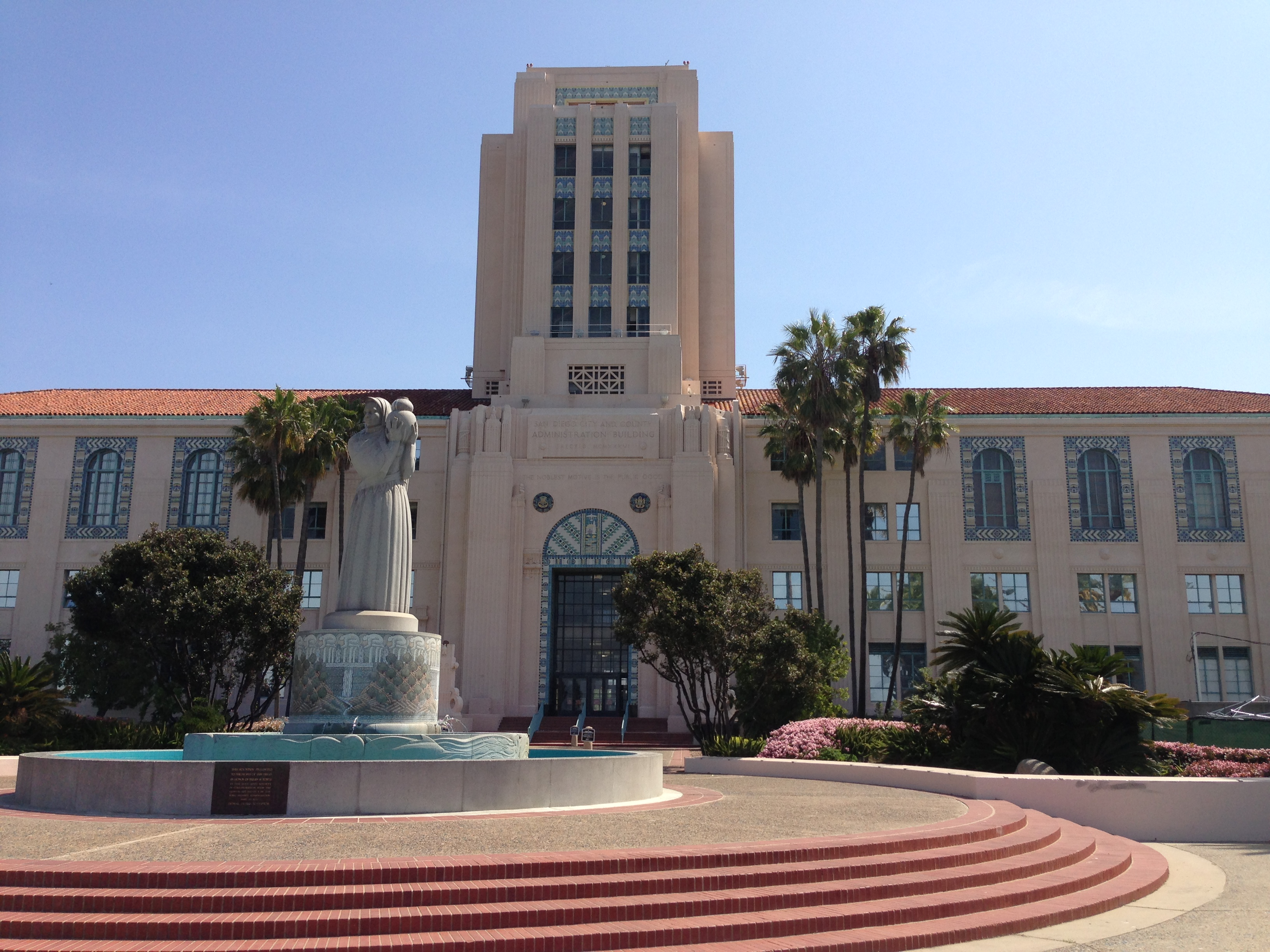
Rathaus der Stadt und des Bezirks San Diego

Bürgermeister der Stadt ist der Demokrat Todd Gloria.

### Städtepartnerschaften
Die Stadt San Diego unterhält mit folgenden 16 Städten Städtepartnerschaften (Sister cities):
| Stadt             | Land                    | seit |
| ----------------- | ----------------------- | ---- |
| Alcalá de Henares | Spanien                 | 1982 |
| Campinas          | Brasilien               | 1995 |
| Cavite            | Philippinen             | 1969 |
| Dschalalabad      | Afghanistan             | 2004 |
| Edinburgh         | Vereinigtes Königreich  | 1977 |
| Jeonju            | Südkorea                | 1982 |
| León              | Mexiko                  | 1969 |
| Panama            | Panama                  | 2014 |
| Perth             | Australien              | 1986 |
| Quanzhou          | Volksrepublik China     |      |
| Taichung          | Republik China (Taiwan) | 1983 |
| Tema              | Ghana                   | 1976 |
| Tijuana           | Mexiko                  | 1993 |
| Warschau          | Polen                   | 1996 |
| Wladiwostok       | Russland                | 1991 |
| Yantai            | Volksrepublik China     | 1985 |
| Yokohama          | Japan                   | 1957 |

## Kultur

### Filmstadt San Diego
- Anchorman – Die Legende von Ron Burgundy mit Christina Applegate, Will Ferrell, gedreht 2004
- Drake & Josh mit Drake Bell und Josh Peck
- Manche mögen’s heiß mit Marilyn Monroe, Jack Lemmon, gedreht 1959 im Hotel del Coronado
- Simon & Simon spielte vorrangig in San Diego. Büro Nr. 4 war im Keating Building (5th Ave / Ecke F-Street)
- Mein Partner mit der kalten Schnauze mit James Belushi
- Titanic mit Leonardo DiCaprio und Kate Winslet, gedreht im Pazifischen Ozean vor und an der Küste San Diegos
- Top Gun – Sie fürchten weder Tod noch Teufel mit Tom Cruise und Val Kilmer
- Veronica Mars mit Kristen Bell, wurde zwischen 2004 und 2006 hauptsächlich in San Diego und Umgebung gedreht
- Vergessene Welt: Jurassic Park mit Jeff Goldblum und Julianne Moore

### Sport

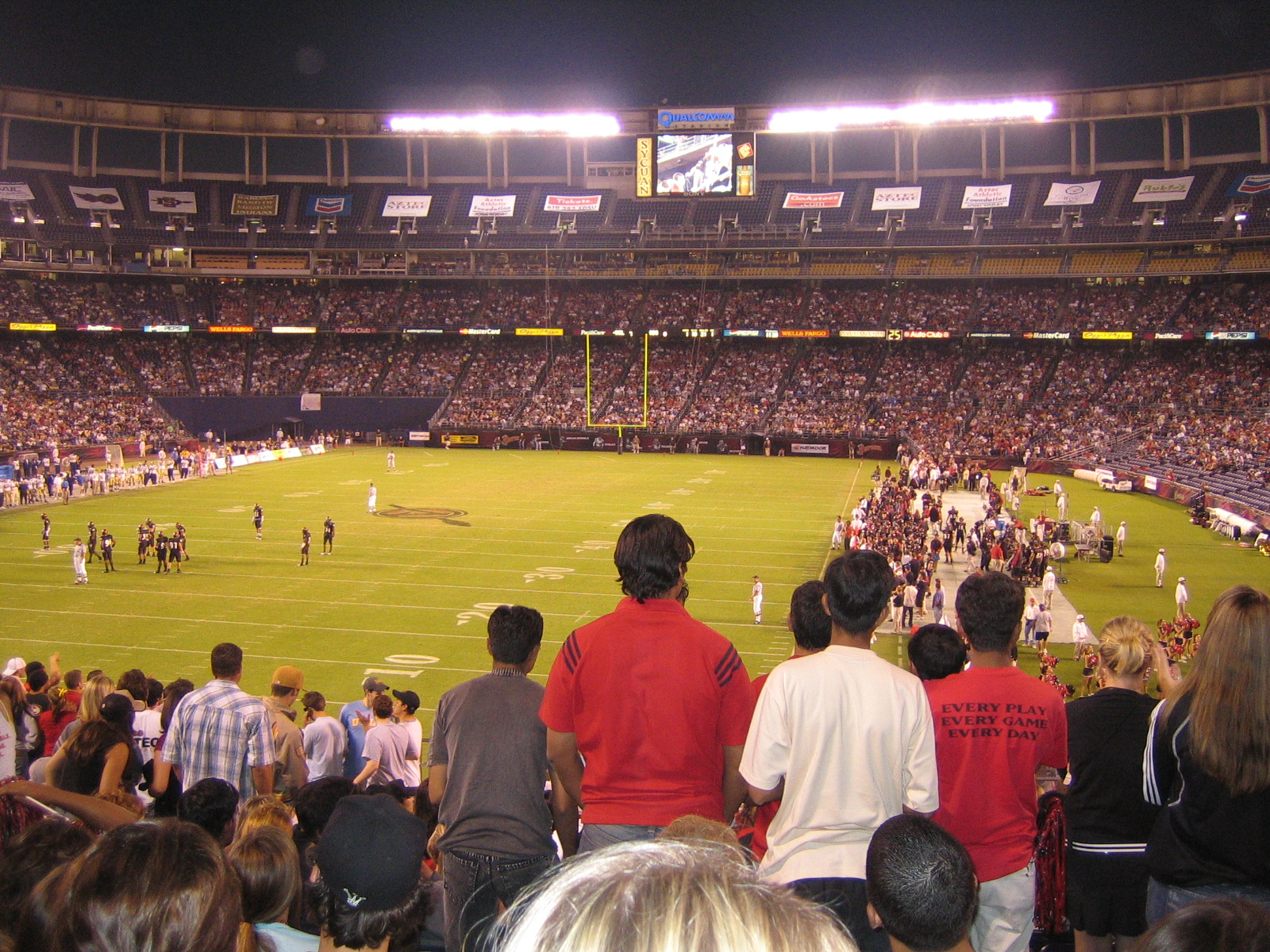
College-Football-Spiel der San Diego State Aztecs gegen UCLA im Qualcomm Stadium

Bis zu seinem Umzug nach Los Angeles war das Footballteam der Stadt die San Diego Chargers, das Baseballteam die San Diego Padres. Die Spiele beider Sportarten wurden bis 2003 im San Diego Stadium ausgetragen. Seit 2004 verfügen die Padres über ihr eigenes Stadion, den PETCO Park in der Innenstadt von San Diego.
Eishockey wird in San Diego seit den 60er Jahren gespielt. Das Profiteam der Stadt heißt San Diego Gulls und spielt momentan in der American Hockey League. Lange Zeit spielte Willie O’Ree für die originalen Gulls in der Western Hockey League.
Im Fußball spielt San Diego Wave FC in der National Women’s Soccer League im Snapdragon Stadium, das 2022 am ehemaligen Standort des San Diego Stadium eröffnet wurde. Das Snapdragon Stadium, das für die Football-Mannschaft der San Diego State University, die San Diego State Aztecs, gebaut wurde, wird auch die Heimat des San Diego FC aus der Major League Soccer sein, wenn diese Mannschaft in der Saison 2025 ihren Spielbetrieb aufnimmt.
San Diego gilt als die Wiege des modernen Triathlon-Sportes. Am 25. September 1974 fand in der Mission Bay, einer Lagune mit Strand inmitten der Stadt, der erste als solcher bezeichnete Triathlon statt. Wenige Jahre später entstand daraus der Ironman Hawaii.

### Theater
Zu den kulturellen Einrichtungen zählen ein Musical Theater, ein Opernhaus und eine Philharmonie, die sich seit 2003 dank einer Spende in Höhe von einer Million Dollar von Qualcomm-Gründer Jacobs zu einem der besten Orchester des Landes entwickelt hat. Schließlich besitzt San Diego auch eine Reihe von Museen und Galerien. Am bekanntesten ist das Timken Museum mit seiner auch überregional bedeutenden Altmeistersammlung. Das San Diego Museum of Art ist ein bedeutendes Kunstmuseum der Stadt.
Seit 1970 findet in San Diego jährlich die Comic-Con International statt, die weltweit größte Comic-Convention. Jährliche Musikfestivals sind das Sun God Festival der Universität oder das CRSSD Festival im Waterfront-Park.

### Sehenswürdigkeiten

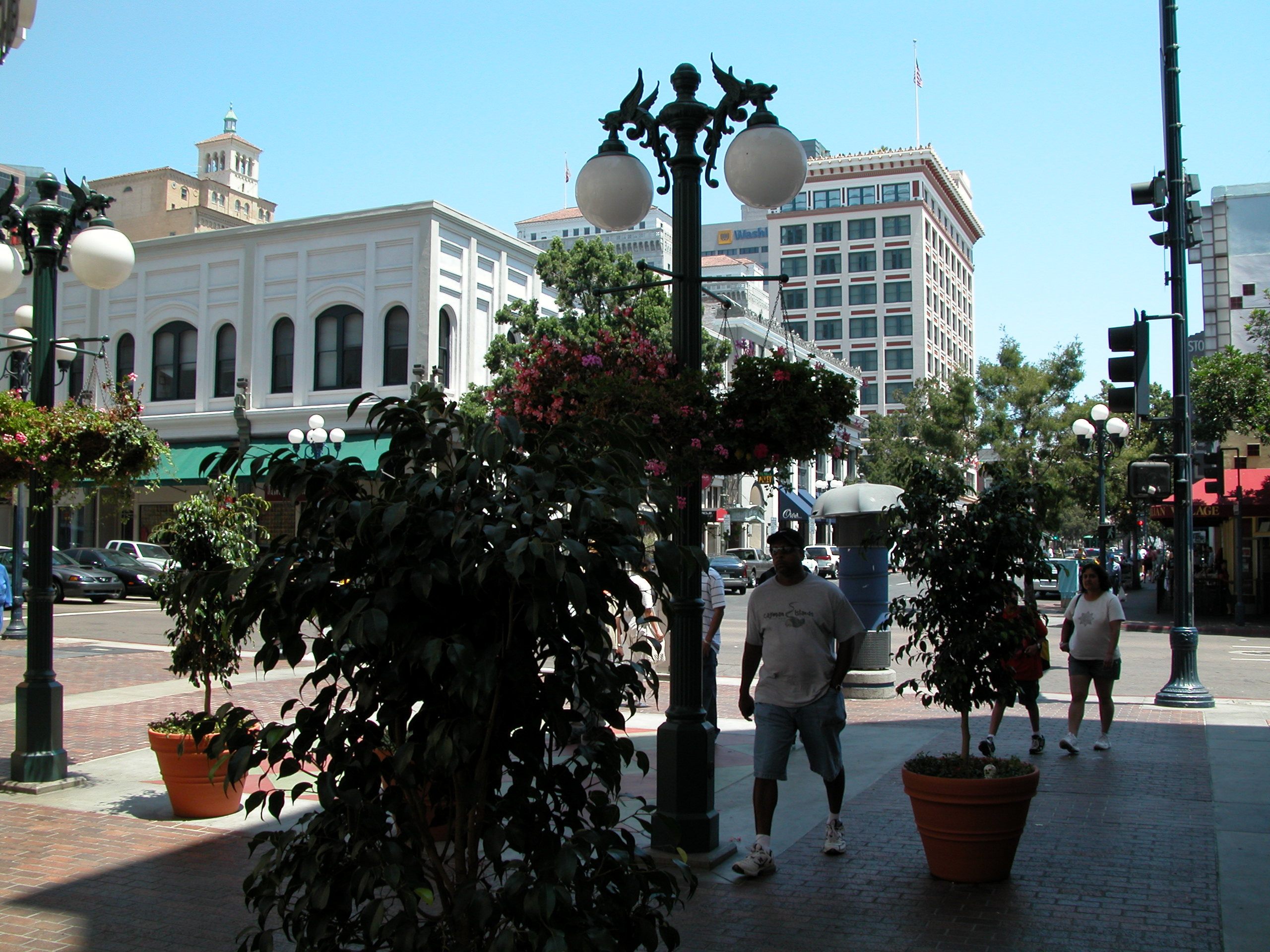
Das Gaslamp Quarter ist seit Mai 1980 als Historic District im National Register of Historic Places eingetragen.

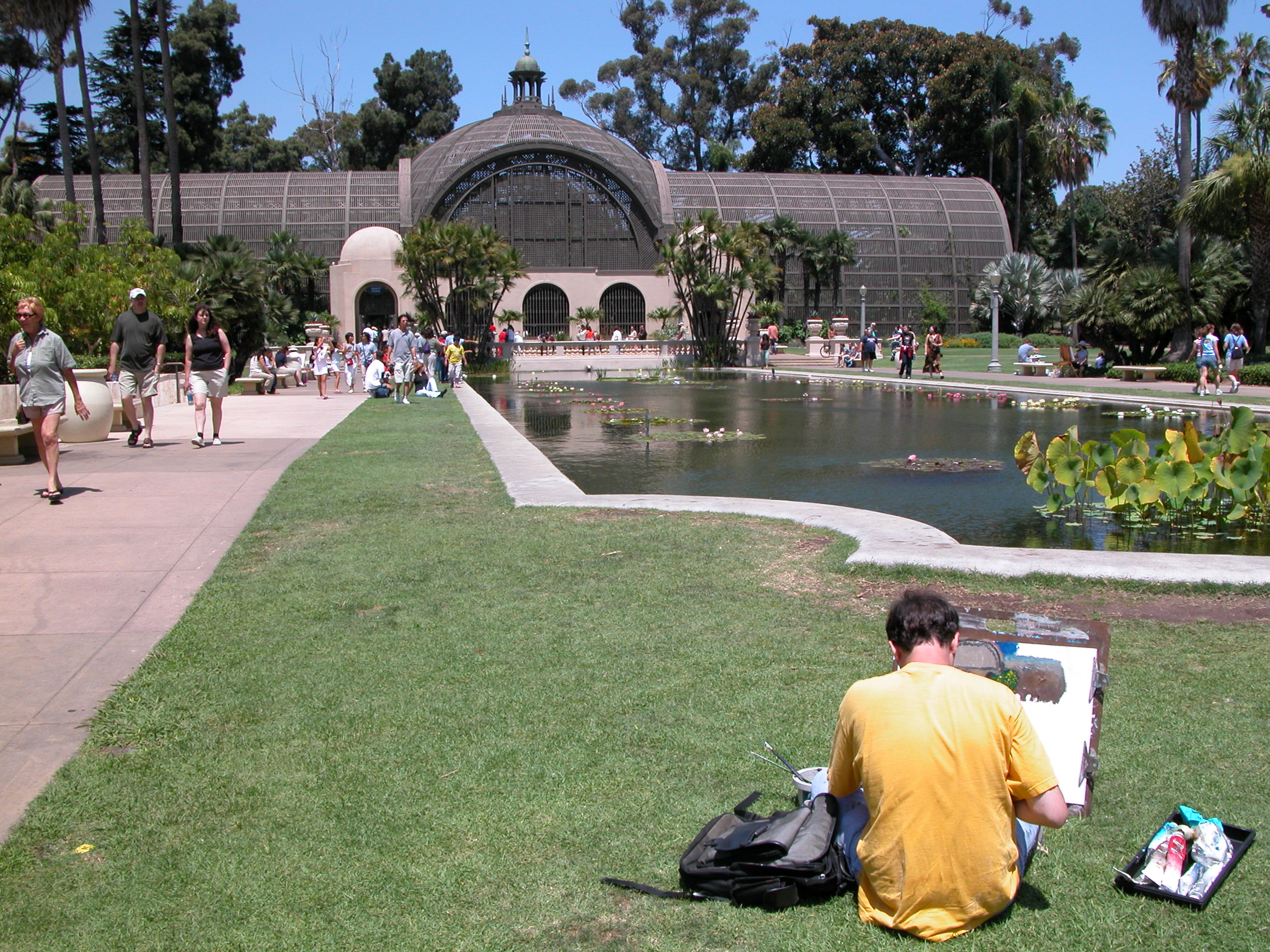
Der Balboa Park hat seit Dezember 1977 den Status eines National Historic Landmarks.

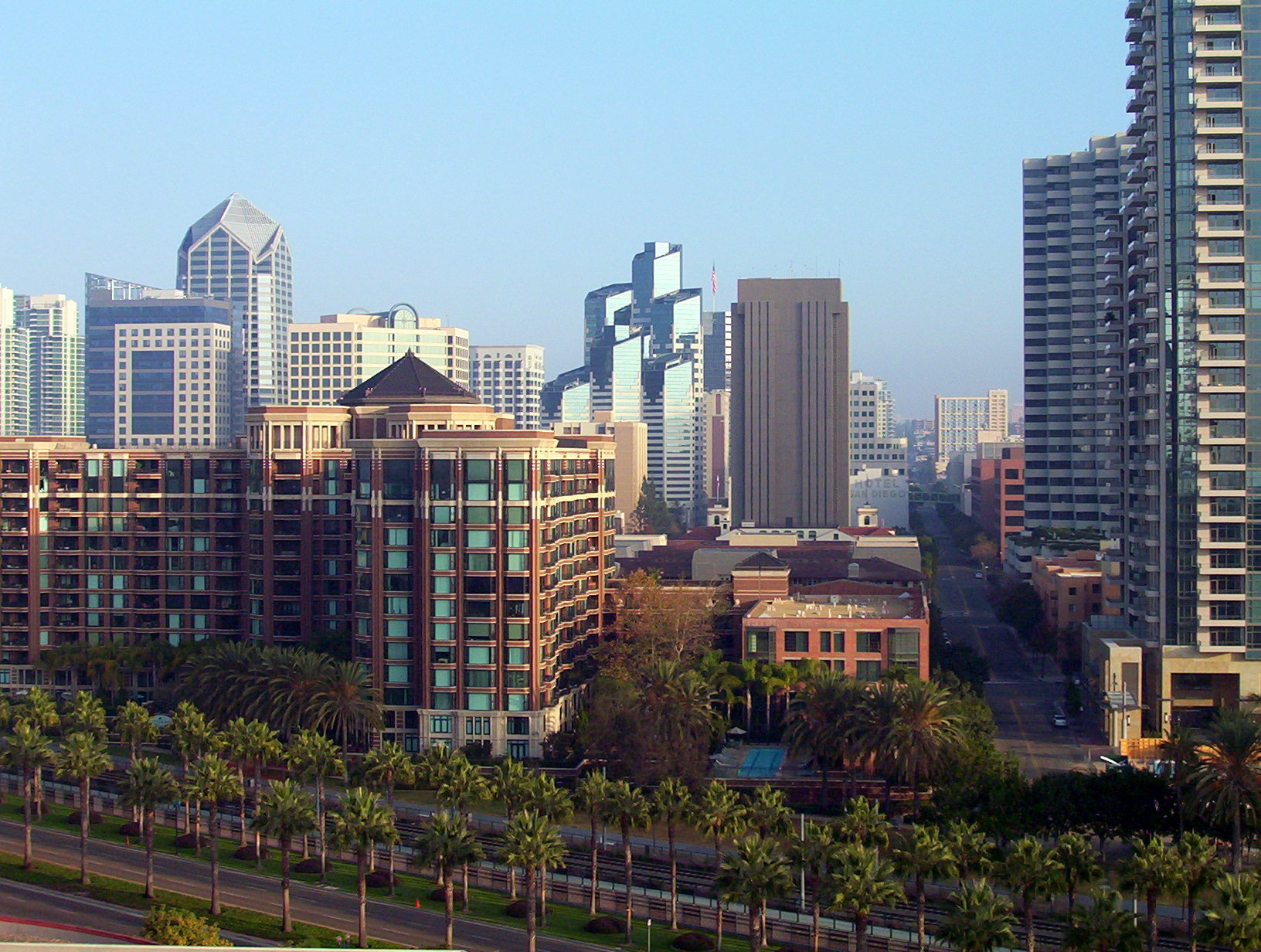
Im Zentrum San Diegos

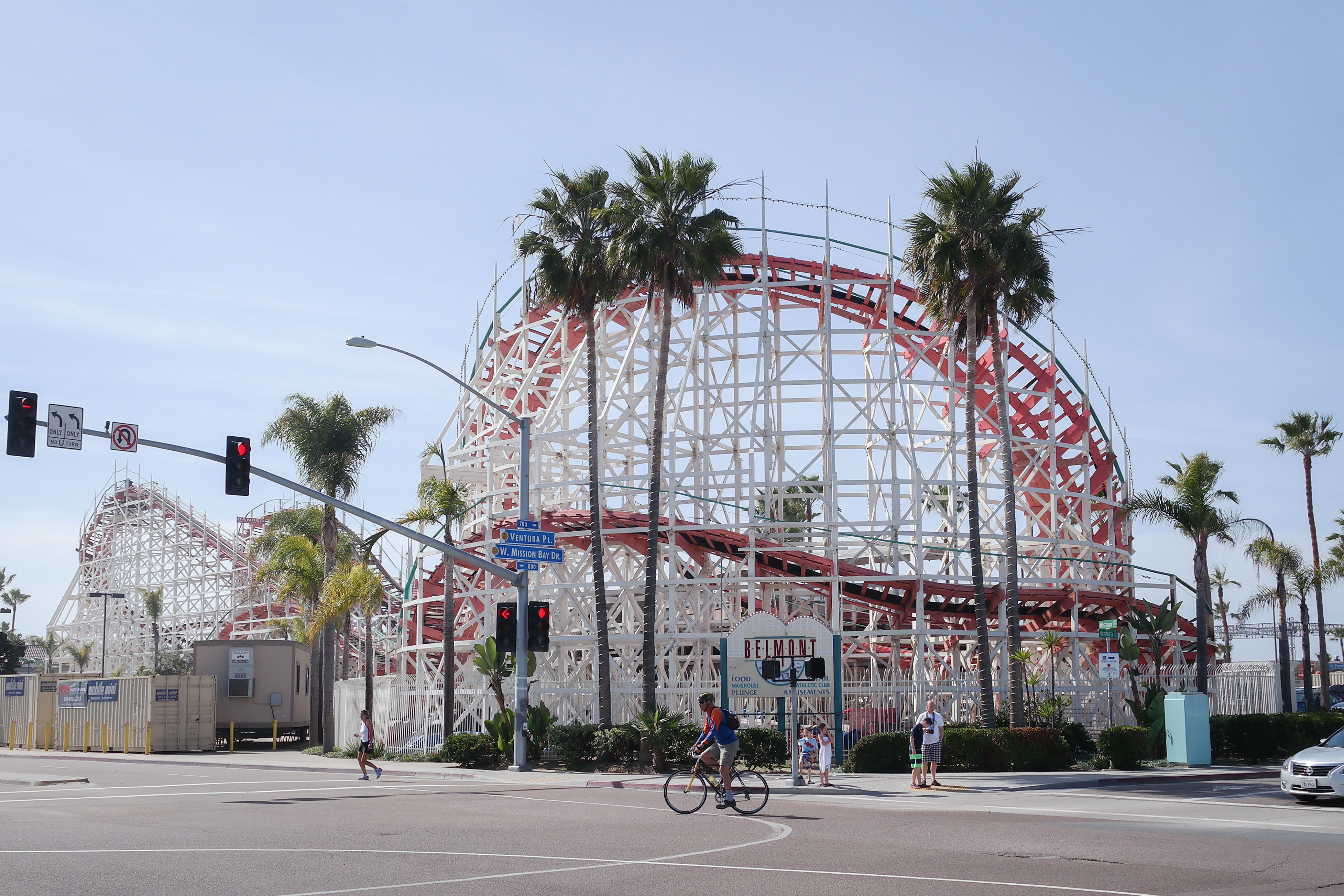
Der Mission Beach Roller Coaster gilt seit Februar 1987 als ein National Historic Landmark.

- San Diego Zoo (der gemeinsam mit dem Zoo verwaltete San Diego Zoo Safari Park befindet sich außerhalb von San Diego in der Stadt Escondido)
- Mission Bay
- Old Town, häufig als Geburtsplatz von Kalifornien bezeichnet. Hier siedelten erstmals Europäer. Heute California State Park mit 37 historischen Gebäuden, die zwischen 1821 und 1872 erbaut wurden.
- Gaslamp Quarter
- Point Loma mit der Old Point Loma Light Station
- Balboa Park, dort u. a. Timken Museum und SDMA
- SeaWorld
- Wasserpark Knott’s Soak City[12]
- Air & Space Museum, zum Smithsonian gehörig
- Seit Juni 2004 liegt der Flugzeugträger Midway als Museumsschiff im Hafen von San Diego. Sie war zwischen 1945 und 1992 als Flugzeugträger im Dienst.
- Strände Black’s Beach und La Jolla Shores im Stadtteil La Jolla

82 Bauwerke, Stätten und Bezirke in der Stadt und ihrer näheren Umgebung sind insgesamt im National Register of Historic Places (NRHP) eingetragen (Stand 19. Oktober 2020), neun davon haben den Status eines National Historic Landmarks haben.